# Підмаренник видовжений
Підмаренник видовжений (Galium elongatum) — вид квіткових рослин родини маренових (Rubiaceae).

## Біоморфологічна характеристика
Це багаторічна рослина 26–60 см заввишки. Стеблові листки знизу по жилці з розсіяними шипиками або малопомітними горбками. Суцвіття волотисте, верхівкове, рідкісне.

## Поширення
Північна Африка, Європа, Західна Азія.
В Україні вид зростає на болотах та вологих галявинах — у гірському Криму (крім яйли), рідко.